# Grafgalerij

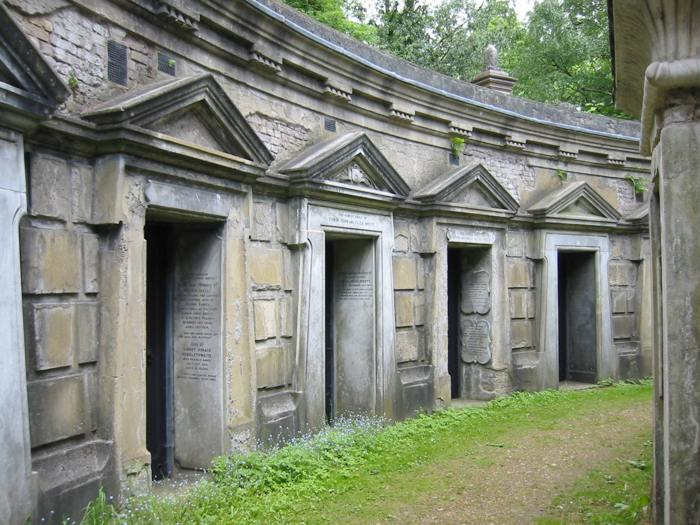
Grafgalerij in Londen

Een grafgalerij is een constructie waarbij grafconcessies verticaal en horizontaal worden uitgewerkt in een muur.
Grafgalerijen ontstonden in de 19e eeuw als concept om het plaatsgebrek op grote begraafplaatsen op te lossen. Naargelang het idee van de architect kunnen grafgalerijen zowel bovengronds als ondergronds worden uitgewerkt. Het concept zou zijn oorsprong vinden in Zuid-Europa. In België zijn de meeste grafgalerijen beschermd omwille van hun uitzonderlijke funeraire erfgoedwaarde.

## Bekende grafgalerijen

### Ondergronds
- 1878: Grafgalerij van Laken, in opdracht van Emile Bockstael.[2]
- Grafgalerij van Sint-Gilles

### Bovengronds
- 1864: Sint-Jans-Molenbeek.[3]
- Londen, Highgate Cemetery
- Madrid, San Isidro
- Genua